# Beeranur, Badami
Beeranur là một làng thuộc tehsil Badami, huyện Bagalkot, bang Karnataka, Ấn Độ.